# Ockerfarbiger Steppenheiden-Zwergspanner
Der Ockerfarbige Steppenheiden-Zwergspanner (Idaea ochrata) ist ein Schmetterling (Nachtfalter) aus der Familie der Spanner (Geometridae).

## Merkmale
Die Falter haben eine Flügelspannweite von 18 bis 23 Millimetern, wobei die Weibchen im Durchschnitt geringfügig kleiner sind. Die Falter der Population auf Sizilien sind noch etwas größer (21 bis 25 Millimeter), Kümmerformen können auch nur 17 Millimeter messen. Die Grundfarbe von Vorder- und Hinterflügeln reicht von Hellbraun und Ockerbraun bis zu Rotbraun. Sehr selten kommen auch graue Formen vor. Die Ornamentierung ist variabel. Im Allgemeinen sind innere Querlinie, Mittelbinde und äußere Querlinie deutlich ausgebildet. Die Mittelbinde ist oft diffus, die innere Querlinie kann auf den Vorderflügel auch fast verloschen sein, auf den Hinterflügel fehlt sie sogar meist. Auch die Wellenlinie ist oft gut erkennbar, Saumlinie und Saumflecken können ebenfalls vorhanden sein. Die Diskalflecke fehlen auf den Vorderflügel fast immer, sie sind jedoch auf den Hinterflügel meist vorhanden. Sie sitzen deutlich wurzelwärts abgerückt von der Mittelbinde.
Das Ei ist zunächst gelb, wird später vor dem Schlüpfen der Eiraupe braun. Die Oberfläche trägt starke Längsrippen, die sich mit feineren Querrippen kreuzen.
Die grünlich bis gelbgrau gefärbten Raupen sind relativ dick, werden zum Vorderende aber etwas schlanker. Die Rückenlinie besteht aus zwei feinen, grauen Linien, die Nebenrückenlinien sind lediglich durch feine graue und unvollständige Punktreihen angedeutet. Auf der Bauchseite sitzen jeweils am Ende von jedem Segment zwei schwarze Punkte. Der relativ kleine Kopf ist flach und hellrot gefärbt.
Die Puppe ist kastanienbraun und glänzend, wobei das Hinterende etwas dunkler gefärbt ist.

## Vorkommen und Lebensraum
Die Art ist in Mitteleuropa und dem Mittelmeerraum weit verbreitet. Das Verbreitungsgebiet reicht von der Iberischen Halbinsel und Frankreich im Westen, über Deutschland, Polen, die Ukraine und Südrussland bis nach Kasachstan (Vorkommen noch fraglich) sowie im Süden von Marokko über Nordafrika, Kleinasien, das Kaukasusgebiet und den Nordiran bis nach Afghanistan. In England gibt es lediglich ein kleines Vorkommen im Südosten, auch in Dänemark gibt es nur kleinere Vorkommen. In Schweden ist die Art erst seit 1996 heimisch, einen Nachweis gibt es auch aus Südfinnland. Das Vorkommen gerade in Deutschland weist große Lücken auf. Der Schwerpunkt der Verbreitung liegt da in Brandenburg, Sachsen-Anhalt und Nordsachsen, während die Art in anderen Bundesländern z. T. völlig fehlt oder vom Aussterben bedroht ist. In Ostdeutschland scheint sie in Ausdehnung begriffen.
Auf der Iberischen Halbinsel (mit Ausnahme von Katalonien und dem Baskenland), in Marokko und Westalgerien wird die Nominatunterart von der Unterart Idaea ochrata albida ersetzt.
Die Art ist wärmeliebend und bevorzugt offene, trockene Graslandschaften, sonnenexponierte Hänge, oft mit sandigen oder kalkigen Böden, aber auch feuchte Heide- und Moorlandschaften.
Im Norden des Verbreitungsgebietes kommt sie von der Ebene bis in die Hügellandschaften in ca. 500 Meter Höhe vor. In den Alpen steigt sie bis auf 1500 Meter, im Mittelmeerraum auch bis 2000 Meter. In Kleinasien ist das Vorkommen im Wesentlichen auf die Höhenstufe von 1500 bis 2200 Meter beschränkt.

## Phänologie und Lebensweise
Die Falter fliegen in einer Generation von Mitte Juni bis Mitte August. Auf einigen der südlichen Mittelmeerinseln beginnt die Flugzeit bereits Anfang Mai und endet Ende Juni. Die Flugzeit der Falter der Unterart albida beginnt dagegen bereits Ende April und kann sich bis Mitte Juli hinziehen. Die Falter können leicht aus der Vegetation aufgescheucht werden. Manchmal fliegen sie auch tagsüber umher, die Hauptaktivität ist jedoch in der Dämmerung. In Mitteleuropa fliegen sie eher selten künstliche Lichtquellen an, in Südeuropa dagegen wesentlich häufiger. Die Falter saugen Nektar an Oregano (Origanum vulgare), Gelbem Wau (Reseda lutea) und Tauben-Skabiose (Scabiosa columbaria). Die Eier werden von den Weibchen im Flug fallen gelassen.
Die Raupen wachsen sehr langsam. Sie ernähren sich von verwelktem oder trockenem Pflanzenmaterial krautiger Pflanzen und Gräser. Als Nahrungspflanzen nachgewiesen sind Viersamige Wicke (Vicia tetrasperma), Korbblütler (Asteraceae), Rötegewächse (Rubiaceae), Kreuzblütengewächse (Brassicaceae), Salzmiere (Honkenya peploides), Gewöhnliche Vogelmiere (Stellaria media), Fingerkräuter (Potentilla), Vergissmeinnicht (Myosotis) und Schwingel (Festuca). In der Zucht können die Raupen auch noch mit anderen Pflanzen gehalten werden, wie z. B. mit Gewöhnlichem Löwenzahn (Taraxacum officinale), Vogelknöterich (Polygonum aviculare), Kleinköpfigem Pippau (Crepis capillaris), Gewöhnlichem Bitterkraut (Picris hieracioides), Herbst-Löwenzahn (Leontodon autumnalis), Huflattich (Tussilago farfara), Gewöhnlicher Goldrute (Solidago virgaurea), Kriechender Hauhechel (Ononis repens), Labkräutern (Galium), Gewöhnlichem Hornklee (Lotus corniculatus) und anderen. Die Raupen überwintern und verpuppen sich im Frühjahr.

## Systematik
Die Art wurde 1763 von Giovanni Antonio Scopoli als Phalaena ochrata erstmals beschrieben. Die Typlokalität befindet sich in Slowenien. 1781 beschrieb Johann Christian Fabricius die Art unter dem Namen Phalaena corrigata. Weitere Namen, mit der diese Art bezeichnet wurde, sind: Phalaena ochrearia Schrank, 1802, Acidalia ochrearia var. sicula Zeller, 1847 und Acidalia accretata Fuchs, 1901. Es gibt zudem noch einige Falschschreibungen (ochreata, ochraria etc.), die häufig, vor allem in der älteren Literatur zu finden sind. Die Art wird derzeit in zwei Unterarten unterteilt: die Nominatunterart I. ochrata ochrata und Idaea ochrata albida Zerny, 1936. Letztere ist aber möglicherweise als eigene Art zu betrachten. Sie unterscheidet sich durch die sehr helle Grundfarbe und durch die Fransen, die den gleichen Farbton haben wie die Querlinien. Außerdem gibt es Unterschiede im Genitalapparat, sowohl von Männchen wie auch Weibchen. Die früher ebenfalls als Unterarten anerkannten Formen cantiata Prout, 1934 und sicula Zeller, 1847 zeigen keinen konstanten Unterschiede zur Nominatunterart und werden deshalb als Synonyme von Idaea ochrata ochrata betrachtet.

## Gefährdung
Die Art wird in der Roten Liste gefährdeter Arten in Bayern, Rheinland-Pfalz und Sachsen in die Kategorie 2 (stark gefährdet) und in Mecklenburg-Vorpommern als gefährdet (Kategorie 3) eingestuft. In Niedersachsen ist sie akut vom Aussterben bedroht, in Thüringen und Nordrhein-Westfalen ist sie bereits ausgestorben. Gründe für den Rückgang sind die intensive Landwirtschaft (sehr frühes Mähen des Heus) und Beweidung von Wiesen auch im Winter (z. B. in England).